# 圓山町 (澀谷區)
圓山町（日语：／ Maruyamachō */?），東京都澀谷區町名。2013年9月30日為止的人口有2,088人。郵遞區號為150-0044。

## 地理
位於澀谷站西側、道玄坂上北側。東臨道玄坂，南接南平台町，西連神泉町，北通松濤。是知名的情人旅館街。

## 歷史
圓山在江戶時代為大山街道的宿場町。1887年（明治20年）左右，弘法湯前的藝者屋「寶屋」開業，此地逐漸轉變為花街。圓山因以前為鍋島藩荒木氏所有，也稱為「荒木山」。1913年（大正2年），圓山擁有藝妓置屋24戶、藝妓60名、待合茶屋13戶，三業地面積達1萬5千坪。1919年（大正8年）2月，澀谷三業株式會社創立，進入鼎盛期。1921年（大正10年），此地藝妓置屋137戶，藝妓402人，待合96軒，關東大地震前藝妓達420名。此地的花街一直延續到1980年，後因時代變遷而衰退。
1970年（昭和45年）1月1日實施住居表示。

### 町名變遷
| 實施後       | 實施年月日   | 實施前（未備註表各町名一部分）                         |
| ------------ | ------------ | ------------------------------------------------------ |
| 圓山町       | 1970年1月1日 | 圓山町、上通四丁目、榮通一丁目、榮通二丁目、上通三丁目 |
| 道玄坂二丁目 | 1970年1月1日 | 上通三丁目、圓山町、大和田町、榮通一丁目               |
| 神泉町       | 1970年1月1日 | 神泉町（全域）、榮通二丁目、上通四丁目、圓山町         |

## 備註
1. ↑  .   [2013-10-15]. （原始内容存档于2013-10-13）.
2. ↑  1970年（昭和45年）2月2日自治省告示第22号「住居表示を実施した件」

## 関連項目
- 東電OL殺人事件

## 外部連結
- 澀谷區圓山町會 （页面存档备份，存于）
- 圓山町的藝者・喜利家鈴子 （页面存档备份，存于）